# Újvárosi templom (Szekszárd)

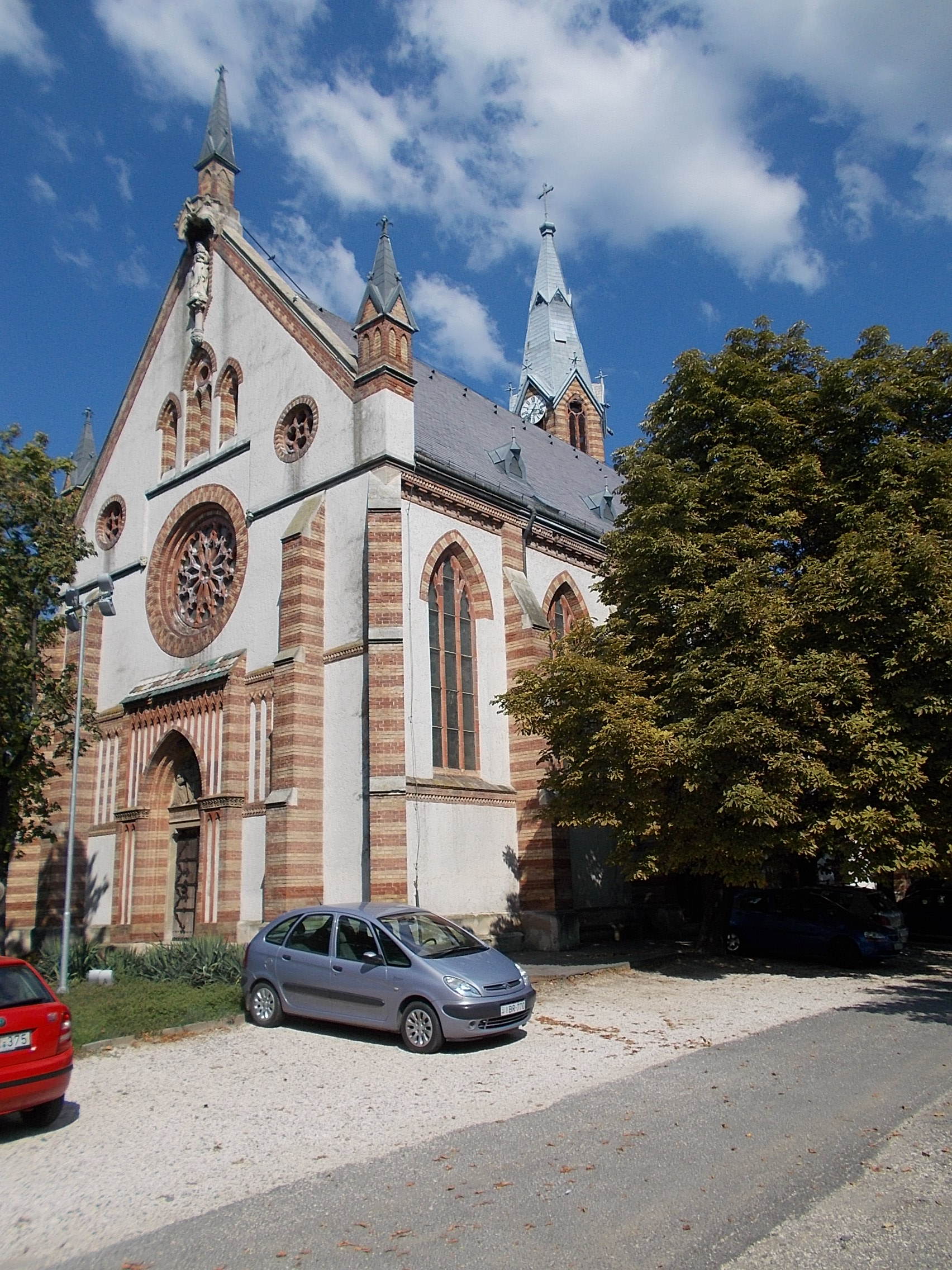
A templom elülnézete

Az Újvárosi templom, hivatalos nevén: Szent Mihály arkangyal templom Szekszárd Újváros nevű városrészének leglátványosabb épülete. Címe: 7100 Szekszárd, Pázmány tér 6.

## Története
A templom építését Hrabovszky Péterné Kassay Anna kezdeményezte, és alapítványt hozott létre e célra. Az alapítvány kezelője, gazdája Augusz Antal báró lett. A templom tervezésére pályázatot írtak ki, bírálónak Ybl Miklóst és Reiter Ferencet kérték fel. A pályázatot Hans Petschnigg akkori bécsi, később grazi építész nyerte meg.
A templom felépítését Wágner János pesti építészre bízták; a munka 1864-től 1868-ig tartott.

## A szekszárdi mise
Augusz Antal felkérésére Liszt Ferenc misét komponált a templom szentelésére. Ehhez egy régebbi miséjét dolgozta át, de nem készült el időre, ezért az ünnepségen (1868. szeptember 25-én) a Budai Dalárda a Magyar koronázási mise részleteit adta elő.
1870-ben, amikor Liszt három hónapra Szekszárdra látogatott, komolyan elkezdték előkészíteni a Szekszárdi mise bemutatóját, de az ismét elmaradt, ezúttal világpolitikai okokból. A művet végül Jénában mutatták be 1872-ben. A szekszárdi bemutatóra még több mint száz évet kellett várni: csak 1978-ban, Augusz Antal halálának 100. évfordulóján adta elő önzetlen ajándékként a Budapesti Kórus, a Liszt Ferenc Társaság szekszárdi csoportjának kezdeményezésére.
Liszt Ferenc látogatásainak és az újvárosi templom felavatására komponált miséjének története ihlette Baka István Szekszárdon született költőt és írót Szekszárdi mise című kisregényének megírására (1984). A műben Séner János nyugalmazott pénztáros és dalárdakarnagy és a bálványozott Liszt Ferenc képzeletbeli beszélgetése arra keresi a választ, hogy ki a sikeres és ki a magyar a millenniumi Magyarországon.

## Az épület
A templom neogótikus stílusú.
A templom szobrait a bécsi Joseph Schönfeld faragta, így a bejárat feletti Pietà is az ő munkája.

## Hitélet
1883-ban szervezték önálló plébániává, anyakönyvet azóta vezetnek.
A szentmisék rendje:
- hétfő: 7:00,
- vasárnap: 7:30

Búcsú: szeptember 29.